# Stefan Buxkandl
Stefan Buxkandl es un deportista austríaco que compitió en vela en la clase Star. Ganó una medalla de bronce en el Campeonato Europeo de Star de 1987.

## Palmarés internacional
| \| Campeonato Europeo \| Campeonato Europeo \| Campeonato Europeo \| Campeonato Europeo \| \| Año \| Lugar \| Medalla \| Clase \| \| ------------------ \| ------------------ \| ------------------ \| ------------------ \| \| 1987 \| n. d. \| Medalla de bronce \| Star \| |       |                   |       |
| Campeonato Europeo |       |                   |       |
| Año | Lugar | Medalla           | Clase |
| 1987 | n. d. | Medalla de bronce | Star  |